# Ethylenglycolmonohexylether
Ethylenglycolmonohexylether ist eine organisch-chemische Verbindung aus der Stoffgruppe der Glycolether. Es ist ein hochsiedendes, niederviskoses Lösungsmittel, welches vor allem in der Lackindustrie verwendet wird.

## Gewinnung und Darstellung
Die technische Herstellung von Ethylenglycolmonohexylether erfolgt durch eine basenkatalysierte Ethoxylierung von 1-Hexanol mit Ethylenoxid.

## Eigenschaften

### Physikalische Eigenschaften
Ethylenglycolmonohexylether hat eine relative Gasdichte von 5,04 (Dichteverhältnis zu trockener Luft bei gleicher Temperatur und gleichem Druck) und eine relative Dichte des Dampf-Luft-Gemisches von 1,01 (Dichteverhältnis zu trockener Luft bei 20 °C und Normaldruck). Außerdem weist Hexylglycol einen Dampfdruck von 0,066 hPa bei 20 °C auf.

### Chemische Eigenschaften
n-Hexylglycol ist eine schwer entzündbare Flüssigkeit aus der Stoffgruppe der Glycolether. Sie ist schwer löslich in und leichter als Wasser. Hexylglycol ist zudem schwach hygroskopisch und hat einen milden, etherartigen Geruch. Mit Sauerstoff kann Ethylenglycolmonohexylether leicht Peroxide bilden.

## Verwendung
Hexylglycol ist ein weit verbreitetes Lösungsmittel in der Lackindustrie. Hier dient es auch besonders als Verlaufs- und Filmbildehilfsmittel, da es viele natürliche und synthetische Harze sowie Farbstoffe löst. Des Weiteren besitzt es ein gutes Lösevermögen für Cellulosenitrat, Polyvinylether, Polyacrylate, Polystyrol, Maleinat-Harze, Cyclohexanon-Harze, Harnstoff- und Melamin-Formaldehyd-Harze, Kolophonium, Leinöl und die meisten Weichmacher. Ferner wird Hexylglycol auch in Druckfarben und Reinigungsmitteln verwendet.

## Sicherheitshinweise
Die Dämpfe von Ethylenglycolmonohexylether können mit Luft beim Erhitzen über den Flammpunkt explosive Gemische bilden. Hauptsächlich wird Hexylglycol sowohl über die Haut als auch sehr gut über den Atemtrakt aufgenommen. Außerdem ist von einer Resorption aus dem Magen-Darm-Trakt ins Blut auszugehen. Bei Aufnahme kann es bereits bei Kontakt mit verdünnten Lösungen zu Augenschäden und Hautreizungen kommen. Des Weiteren sind zentralnervöse Wirkungen und Nierenfunktionsveränderungen möglich. Hexylglycol weist eine untere Explosionsgrenze (UEG) von 1,2 Vol.-% und eine obere Explosionsgrenze (OEG) von ca. 8,4 Vol.-% auf. Mit einem Flammpunkt von 91 °C gilt n-Hexylglycol als schwer entflammbar.